# Canthidium aterrimum
Canthidium aterrimum là một loài bọ cánh cứng trong họ Bọ hung (Scarabaeidae).